# Albrecht Schubert
Pour les articles homonymes, voir Schubert (homonymie).
Albrecht Schubert (23 juin 1886 à Marienwerder - 26 novembre 1966 à Bielefeld), est un  General der Infanterie (Général) ayant servi dans la Heer de la Wehrmacht pendant la Seconde Guerre mondiale.

## Biographie
Le 27 février 1904, Schubert, issu du corps des cadets, est affecté en tant qu'enseigne au 27e régiment d'infanterie de l'armée prussienne et y est promu lieutenant le 27 janvier 1905. Le 19 décembre 1907, il est affecté au 10e régiment de grenadiers et le 1er décembre 1911, il est nommé adjudant du bataillon de fusiliers, au sein duquel il est promu lieutenant le 19 juin 1912. Le 1er septembre 1913, il est détaché comme adjudant au commandement du district de Glatz.

## Récompenses
- Croix de fer (1914)
  - 2e Classe
  - 1re Classe
- Croix d'honneur
- Agrafe sur la Croix de fer (1939)
  - 2e Classe
  - 1re Classe
- Médaille du Front de l'Est
- Croix allemande en Or (20 janvier 1943)
- Croix de chevalier de la Croix de fer
  - Croix de chevalier le 17 septembre 1941 en tant que General der Infanterie et commandant du XXIII. Armeekorps[3]